# L'Aureneta
L'Aureneta fou un setmanari en català publicat a Buenos Aires en tres èpoques (1876-77, 1878-80 i 1889-90). Va ser la primera publicació periòdica en català a l'Amèrica del Sud.

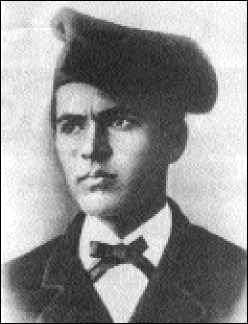
Jacint Verdaguer

A la primera època (1876-77), els articles tractaven, sobretot, de Catalunya. Hi van col·laborar Antoni Suñol i Pla i Artur Masriera, entre d'altres. El 1878 va publicar-s'hi una edició de L'Atlàntida de Jacint Verdaguer, abans de sortir-ne l'edició barcelonina.
La segona època de la revista (1878-80) va mantenir la mateixa orientació de la primera. I s'hi afegiren col·laboradors com Valentí Almirall, entre d'altres. La darrera època (1889-90) va ser la més combativa.
A cada època, el caràcter catalanista del setmanari s'accentuava, com es pot comprovar amb els noms dels col·laboradors. Persecucions a la premsa catalana, va ser el títol d'un article publicat a L'Aureneta, que defensava publicacions com La Renaixensa.

## Autors destacats
Els germans Folch i Torres (Josep Maria Folch i Torres i Manuel Folch i Torres) van ser uns dels autors més destacables.
Josep Carner, que després esdevindria el príncep dels poetes, va començar a escriure públicament en aquest setmanari, de molt jove, quan només tenia dotze anys.

## Traduccions
Josep Carner hi publicà (1896) la primera mostra de literatura sèrbia traduïda al català. Un poema popular, "La nina i el peix", traduït a partir d'una versió castellana.